# Černomořci
Černomořci (v ukrajinském originále Чорноморці) je opereta o třech dějstvích ukrajinského skladatele Mykoly Vitalijoviče Lysenka na libreto, které ze hry Čornomorskyj pobyt na Kubani Ja. G. Kucharenka upravil Mychajlo Petrovyč Staryckyj.

## Vznik, charakteristika a historie
Černomořci jsou prvním Lysenkovým hudebně-dramatickým dílem. Napsal je roku 1872 pro kyjevský amatérský ukrajinskojazyčný divadelní spolek, v jehož čele byl spolu s básníkem a dramatikem M. P. Staryckým, který pro tento účel upravil text populárního národopisného vaudevillu vydaného poprvé roku 1861, jehož autorem byl spisovatel, přítel Tarase Ševčenka a současně ataman Černomořského kozáckého vojska Jakiv Gerasymovyč Kucharenko (1799/1800–1862). Premiéra se v podání ochotníků konala ještě téhož roku v sále mateřské školky Lindforsů v Kyjevě.
Hra, jejímž hlavním tématem je láska vítězící svou pevností, čistotou, ale i důvtipem, představuje prostředí kozáků různého prostředí a generací, v němž však jsou neméně výrazné i ženské postavy: ústřední hrdinka Marusja, její matka a rázná sousedka Cvirkunka. Děj se rozvíjí v mluvených dialozích, zatímco písně – se slovy a často i nápěvy lidového původu a rázu – dokreslují dušení stav jednajících postav.
V 80. letech 19. století se díla ujaly ukrajinské soubory a 13. června 1883 měli Černomořci profesionální premiéru na scéně městského divadla v Charkově. Lysenkův operetní debut, přístupný amatérským a poloprofesionálním divadlům a nenáročný na inscenaci, se stal součástí klasického reperoáru ukrajinského hudebního divadla.

## Osoby
- Marusja
- Ivan Prudkyj, kozák
- Iľko, jeho bratr
- Javdocha Drabynycha, Marusjina matka
- Tuplicja, kozácký setník, Ivanův přítel
- Kabicja, kozák
- Turko, jeho sluha
- Borys Cvirkun
- Ivga Cvirkunka
- Kulyna, Kabicjova milenka
- Děvčata a chlapci

## Děj operety

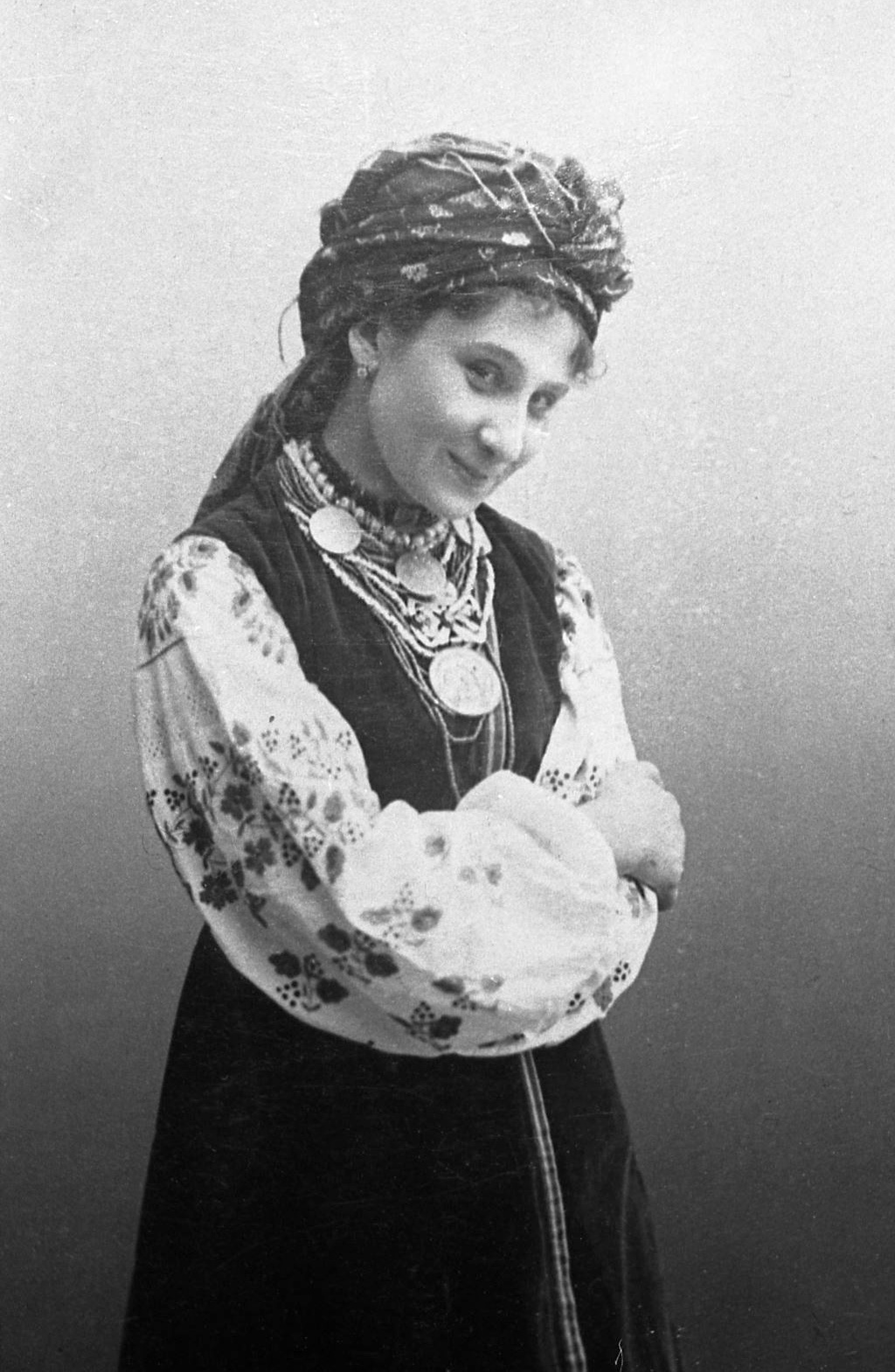
Pěvkyně Maria Zankovecka v roli Cvirkunky (1892).

Odehrává se na Kubáni poblíž Kislovodska.

### 1. dějství
Marusja, dcera vdovy Javdochy Drabynichy, čeká před domem na svého milého, mladého kozáka Ivana Prudkého. Ten se s ní přichází rozloučit, protože odjíždí s ostatními kozáky do boje proti Čerkesům, Marusja je nešťastná: z různých náznaků totiž tuší, že ji matka má v úmyslu za někoho provdat. Ivan ji svěřuje do péče svému příteli, starému kozákovi Tuplicovi, a odchází. Loučí se s ním jak Marusja, tak jeho mladší bratr Iľko. Dívčiny obavy se ukazují jako důvodné, protože když se vdova vrátí, Iľku zažene a Marusji oznamuje, že se o ni přijde ucházet bohatý, ale postarší bývalý kozák Charko Kabicja. Marusja Kabicu odmítá, už proto, že ho do vsi právě přišla hledat sirota Kulina Kočugurivna, již Kabicja svedl a opustil. Ale Javdocha nic nechce slyšet, dceru nerudně odbude a jde spát; i Marusja zachází do domu. Když k chalupě dorazí Kabicja se svým sluhou, na případné námluvy řádně posílený kořalkou, nikdo jim neotevírá. To Kabicovi nezkazí radost z toho, že si našel tak švarnou nevěstu.

### 2. dějství
Do Javdošiny chalupy přichází znovu na námluvy Kabicja a častuje vdovu i dceru vzpomínkam z kozáckých tažení. Marusja potají přivádí Kulinu, která se Kabicovi vrhá kolem krku, ale ten ji zažene. Přiicházejí nejbližší sousedé, Cvirkun a jeho žena Cvirkunka, která si v družné zábavě se ženichem ráda přihne. Ženich v dobrém rozmaru odchází, Marusjina zoufalství si nikdo nevšímá.

### 3. dějství
Je ráno Marusjiny svatby, vše se na ni chystá podle tradic. Tuplicja přivádí Kulinu, aby vypověděla Javdoše konečně svůj příběh. Vdova je Kabicovým chováním pohoršena, zvláště když se ukáže, že Kulina je její vzdálená příbuzná. Vymyslí tedy lest: opijí Kabicu a na cestě k popovi zamění Marusju za Kulinu. Kabicja přichází již značně podroušen, takže stačí jen málo; navíc mu Javdocha namluví historku, že Marusja se pravým jménem jmenuje Kulina, tak aby se nedivil, až je bude pop oddávat. Obřad proběhne podle plánu a Kubicova novomanželka Kulina si vedle bezvládného manžela odnáší i řadu rad do manželství. A na Tuplicovu přímluvu svoluje Javdocha i k tomu, aby se její dcera provdala za Ivana, až se vrátí z výpravy. Jeho návratem a shledáním mladého páru opereta končí.

## Nahrávka
- (1956, státní rozhlas USSR) Symfonický orchestr USSR diriguje Konstantyn Symeonov. Hrají a zpívají: Marusja: Taisija Ponomarenko (zpěv) / Halyna Jablons'ka (mluvené slovo); Ivan: (?), kozák Tuplicja: Sergij Ivaščenko (zpěv) / Grygorij Teslja (mluvené slovo); Kabicja: Mychajlo Romens'kyj (zpěv) / Dmytro Fraňko (mluvené slovo); Turko: Mykola Fokin (zpěv) / Mykola Docenko (mluvené slovo); Cvirkun: Sergij Ivaščenko; Cvirkunka: Nina Kostenko (zpěv) / Vira Novins'ka (mluvené slovo); Kulyna: Larysa Rudenko.